# Tuc Blanc (Alt Àneu)
El Tuc Blanc és una muntanya de 2.591 metres que es troba entre els municipis d'Alt Àneu, a la comarca del Pallars Sobirà i l'Arieja a França.